# Runaway (песня Канье Уэста)
Runaway — песня и второй сингл с пятого студийного альбома My Beautiful Dark Twisted Fantasy американского рэпера Канье Уэста совместно с рэпером Pusha T.
Британский журнал New Musical Express включил данную композицию в свой список «500 величайших песен всех времён», разместив её в нём на 344-й позиции.

## Музыкальное видео
Клип представляет собой 35-минутный короткометражный фильм. Источниками вдохновения послужили фильмы «Триллер» Майкла Джексона, «Стена» группы Pink Floyd, «Пурпурный дождь» с Prince в главной роли, а также работы художников Анри Матисса и Пабло Пикассо. Авторами сценария выступили сам Уэст, Джонатан Лиа и итальянская художница Ванесса Бикрофт. Съёмочный процесс проходил в Праге, летом 2010 года. Режиссёром фильма выступил сам Канье Уэст. Закадровый текст читала Ники Минаж.
Премьера состоялась 5 октября 2010 года в Париже, а 6 октября — в Лондоне.

### Содержание фильма
- Звучит трек «Dark Fantasy». Гриффин (Канье Уэст) несётся на автомобиле Tatra по лесной трассе. Неожиданно небеса озаряются огнём, и к земле начинает приближаться что-то вроде метеорита, который врезается аккурат в то место, где ехал Гриффин. Вспышка скрывает аварию (скорее всего, эта сцена — отсылка к аварии, в которую попал сам Канье Уэст в октябре 2002 года, послужившей источником вдохновения для его знаменитого трека «Through the Wire»). Выбравшийся из автомобиля Гриффин обнаруживает на земле лежащую без сознания девушку-Феникса (Селита Ибэнкс). Гриффин берёт её на руки и выносит с места происшествия. За его спиной машина взрывается.
- Феникс просыпается в доме Гриффина и видит телевизор, где идут новости, рассказывающие о лесных пожарах на разных языках. Гриффин выключает телевизор и озвучивает девушке «первое правило этого мира» — никогда не обращать внимание на то, что показывают в новостях.
- Феникс начинает знакомство с новым миром: она рассматривает ветки деревьев, животных, чашку. После этого Гриффин садится за MPC2000 и играет ей ремикс на трек Power. Феникс танцует.
- Знакомство с миром продолжается. Гриффин и Феникс гуляют в ночи и наталкиваются на странное шествие: отчасти это парад, отчасти карнавал (в том числе участники везут огромную голову Майкла Джексона, слепленную из папье-маше). Небеса озаряются фейерверком. Звучит трек All of the Lights.
- Гриффин влюблён в Феникса и выводит её в свет. Даётся обед, на котором гости весьма нелестно отзываются о подруге Гриффина. Расстроенный молодой человек вскакивает из-за стола, проходит к старому пианино и начинает наигрывать первые аккорды Runaway. Прибегают балерины в чёрных пачках, и начинается главный вставной номер — исполнение Runaway (в том числе с долгим выходом из песни, где вступают струнные инструменты и слышится вокал, изменённый при помощи Auto-Tune).
- Гости аплодируют. Обед начинается. Среди прочих блюд на стол подают огромную индейку, что вызывает странную реакцию у Феникса: она поднимает крик, которым распугивает гостей.
- После обеда пара влюблённых вновь отправляется домой. Они сидят и беседуют на фоне звёздного неба (сцена выглядит намёком на фильм Майкла Джексона «Лунный путник»). Они разговаривают о происхождении статуй, и Феникс настаивает на том, что это — фениксы, окаменевшие от непонимания обществом. «Знаешь, что я больше всего ненавижу в этом мире? — говорит она. — Вы меняете всё, что непохоже на вас». Феникс и Гриффин занимаются любовью под «Lost in the World».
- Наутро Гриффин просыпается на крыше своего дома. Тут он бросается бегом через лес, чтобы догнать ускользающую подругу (этот момент чередуется с кадрами Феникса, летящей над лесом). Фильм заканчивается тем, что Феникс, покрытая золотым свечением, вновь вспыхивает и в виде метеорита взмывает в облака.

## Обложка сингла
21 сентября 2010 года, Уэст представил обложку сингла «Runaway». На ней была изображена балерина в пачке. 1 октября 2010 года, Уэст представил альтернативную версию обложки, на которой также изображена балерина, нарисованная Джорджем Кондо. iTunes использует в качестве обложки оригинальную версию обложки.

## Исполнения
Впервые, Канье Уэст исполнил эту песню 12 сентября на церемонии MTV Video Music Awards 2010.